# Vesle
Vesle – rzeka we Francji, przepływająca przez tereny departamentów Marna oraz Aisne, o długości 139,5 km. Stanowi dopływ rzeki Aisne.